# Yan Bingtao
Yan Bingtao (Zibo, 16 de fevereiro de 2000) é um ex-jogador profissional de snooker chinês, que atualmente cumpre uma suspensão de cinco anos da competição profissional depois de cometer uma série de crimes de manipulação de resultados. É o mais jovem a vencer o Campeonato Mundial Amador de Snooker. Como profissional, venceu o Masters de Riga da temporada 2019-20 e o Masters da temporada 2020-21, batendo na final John Higgins por 10-8.